# Droga krajowa 21
Die Droga krajowa 21 (kurz DK21, pol. für ,Nationalstraße 21‘ bzw. ,Landesstraße 21‘) ist eine Landesstraße in Polen. Sie führt vom Hafen von Ustka in südlicher Richtung über Słupsk bis Miastko und stellt eine Verbindung zwischen der Schnellstraße S6 und der Landesstraße 20 her. Ihre Gesamtlänge beträgt 76,5 km.

## Geschichte
Bis 1945 folgte der komplette heutige Straßenverlauf der Reichsstraße 125. Nach der Neuordnung des Straßennetzes 1985 war der Straßenverlauf ein Teil der Landesstraße 21, die ab Miastko weiter bis Szczecinek führte. 1998 fiel der Abschnitt zwischen Ustka und Słupsk weg. Mit der Reform der Nummerierung vom 9. Mai 2001 wurde der Verlauf bis Miastko verkürzt. Der Abschnitt zwischen Miastko und Szczecinek wurde zum Teil der Landesstraße 20.
Am 4. September 2008 beschlossen die Mitglieder der 25. Sitzung der Regionalversammlung der Woiwodschaft Pommern die Aufstufung des Abschnittes zwischen Ustka und Słupsk vom Teil der Woiwodschaftsstraße 210 zum Teil der Landesstraße. Dies ermöglichte eine schnellere Modernisierung dieser Straße aus dem Staatshaushalt, die unter anderem der damalige Ministerpräsident Donald Tusk der Bevölkerung als Ausgleich für den Bau eines Raketenschildes in Redzikowo versprochen hatte. Die Aufstufung wurde am 2. Dezember 2008 in einer Verordnung der GDDKiA umgesetzt.

## Modernisierungen
2009 wurde mit der Modernisierung der Straße auf fünf Abschnitten begonnen. Auf dem Abschnitt Chociwel – Dzwonowo wurde neben der Erneuerung der Fahrbahndecke auch die Kreuzung mit der Woiwodschaftsstraße 142 umgebaut. Anfang September 2009 begann der Neubau einer Brücke über Bahngleise in Ustka im Wert von 3,05 Millionen Złoty.
2014 wurde der 7 km lange Abschnitt zwischen Miastko und Dretyń modernisiert. Dabei wurde die Fahrbahn komplett erneuert. Der restliche 4 km lange Abschnitt bis Dretyń soll bei vorhandener Finanzierung modernisiert werden.
Im April 2014 begann der Bau der Landesstraße 21 entlang einer neuen Strecke in Słupsk. Die Investition soll die Innenstadt entlasten und wurde in drei Etappen unterteilt: Die erste Etappe umfasst den Neubau eines Abschnittes mit einer Länge von 1,84 km, zwei Kreisverkehre und einer Brücke über Gleisanlagen. In der zweiten Etappe soll ein 3,4 km langer Abschnitt mit 6 Kreisverkehren entstehen. Ein 1,5 km langer Abschnitt soll zusammen mit vier Kreisverkehren einer Brücke über Bahngleise in einer dritten Etappe realisiert werden. Die Gesamtkosten belaufen sich auf 189 Millionen Złoty, davon werden 161 Millionen Złoty vom Europäischen Fonds für regionale Entwicklung bereitgestellt. Am 25. April 2014 erfolgte die Vertragsunterzeichnung für die Realisierung aller drei Etappen zwischen dem Bauunternehmen Budimex S.A. und der Stadt mit einem Auftragswert von 109 Mio. Złoty. Die Fertigstellung ist innerhalb von 20 Monaten bis Ende 2015 erfolgt.

## Wichtige Ortschaften entlang der Strecke
- Ustka
- Słupsk
- Kobylnica
- Suchorze
- Trzebielino
- Miastko